# Rey azúcar
Rey azúcar es el séptimo álbum de estudio del grupo argentino Los Fabulosos Cadillacs, publicado en 1995 y grabado en Nasáu, la capital de las Bahamas. Producido por  Tina Weymouth y Chris Frantz del grupo Talking Heads, y que contiene participaciones de artistas invitados como Mick Jones del grupo The Clash (en «Mal bicho») y Debbie Harry del grupo Blondie (en una versión reggae-ska de «Strawberry Fields Forever»). 
Tanto el nombre del álbum como la canción «Las venas abiertas de América» son una clara referencia al célebre libro del uruguayo Eduardo Galeano, y es considerado por algunos[¿quién?] el disco más punk del grupo por sus canciones de carácter festivo pero a la vez con letras discursivas. El álbum alcanzó platino y es considerado uno de los principales álbumes del grupo.

## Lista de canciones
| Rey Azúcar |                                                |                                |          |  |
| N.º        | Título                                         | Escritor(es)                   | Duración |  |
| 1.         | «Mal bicho» (Con Mick Jones)                   | Cianciarulo                    | 4:05     |  |
| 2.         | «Strawberry Fields Forever» (Con Debbie Harry) | Lennon, McCartney              | 4:17     |  |
| 3.         | «Carmela»                                      | Ricciardi                      | 2:58     |  |
| 4.         | «Paquito»                                      | Cianciarulo                    | 2:52     |  |
| 5.         | «Ciego de amor»                                | Rotman                         | 5:28     |  |
| 6.         | «Miami»                                        | Rotman                         | 3:00     |  |
| 7.         | «Raggapunkypartyrebelde»                       | Cianciarulo                    | 3:34     |  |
| 8.         | «Estrella de mar»                              | Fernández Capello              | 4:31     |  |
| 9.         | «Las venas abiertas de América»                | Cianciarulo                    | 2:43     |  |
| 10.        | «Reparito»                                     | Fernando Albareda, Cianciarulo | 2:24     |  |
| 11.        | «Padre nuestro»                                | Fernández Capello              | 3:34     |  |
| 12.        | «Muerte querida»                               | Fernández Capello              | 4:17     |  |
| 13.        | «Hora cero»                                    | Fernández Capello, Rotman      | 4:38     |  |
| 14.        | «Queen From The Ghetto» (Con Big Youth)        | Rotman                         | 5:29     |  |
| 15.        | «Saco azul»                                    | Bertuccelli, Fernández Capello | 3:36     |  |
| 16.        | «No pienses que fui yo»                        | Siperman                       | 4:29     |  |

## Integrantes
- Vicentico – voz
- Flavio Cianciarulo –  bajo
- Aníbal Rigozzi – guitarra
- Mario Siperman – teclado
- Fernando Ricciardi – batería
- Gerardo Rotblat – percusión
- Fernando Albareda – trombón
- Sergio Rotman – saxofón alto
- Daniel Lozano – trompeta y fliscorno